# Порчигатоне (Парма)
Порчигатоне је насеље у Италији у округу Парма, региону Емилија-Ромања.
Према процени из 2011. у насељу је живело 70 становника. Насеље се налази на надморској висини од 756 м.